# Miseno (pirocorvetta)
La Miseno è stata una pirocorvetta a ruote della Real Marina del Regno delle Due Sicilie, successivamente acquisita dalla Regia Marina.

## Storia
Scafo in legno con carena rivestita di piastre in rame rivettate ed armamento velico a brigantino goletta (albero di trinchetto a vele quadre e maestro a vele auriche), la nave venne varata nei cantieri francesi di La Ciotat nel 1844, per il governo del Regno delle Due Sicilie. Dopo il completamento giunse a Napoli il 6 agosto 1844, entrando quindi in servizio come avviso a ruote. Dal 1844 al 1848 venne sostanzialmente utilizzato come piroscafo postale per conto dell'Amministrazione Generale delle Poste e dei Procacci. Il 13 gennaio 1846 il piroscafo trasportò a Napoli il Principe ereditario Carlo I di Württemberg.
Nel gennaio 1848, scoppiata la rivolta in Sicilia, il Miseno venne riclassificato pirocorvetta a ruote ed iscritto nei ruoli della Real Marina del Regno delle Due Sicilie, venendo armato con otto cannoni e quindi partecipò alla repressione dell'insurrezione dell'isola, trasportandovi le truppe del corpo di spedizione là inviato. Il 19 gennaio 1848, in particolare, la Miseno venne mandata con due compagnie di fanteria a Termini Imerese, dove gli insorti avevano attaccato il castello: lo sbarco delle due compagnie (una doveva occupare il paese, l'altra coprire la prima) fu duramente contrastato.
Nel 1851 la nave venne sottoposta a lavori all'apparato motore, in seguito ai quali le caldaie originarie vennero sostituite con altre due prodotte dalle Officine di Pietrarsa.
Nella primavera del 1860 la Miseno fu coinvolta nelle vicende della spedizione dei Mille: il 12 maggio 1860, all'indomani dello sbarco di Marsala, la nave, insieme alle pirofegate Veloce ed Ettore Fieramosca ed ai piroscafi Maria Teresa e Vesuvio, venne inviata da Napoli in Sicilia, per trasportarvi 16 compagnie della brigata Buonanno, e mezza batteria di obici da 12.
Il 7 settembre 1860, con la fuga di Francesco II delle Due Sicilie a Gaeta, la pirocorvetta, al pari di gran parte della flotta borbonica, non seguì il proprio sovrano a Gaeta, restando invece a Napoli dove, con l'arrivo delle truppe garibaldine e sardo-piemontesi, passò alla Marina sarda, per la quale entrò in servizio il 17 novembre 1860, riclassificata avviso a ruote. 
Con la nascita della Regia Marina, il 17 marzo 1861, la nave venne iscritta nei ruoli della nuova forza armata, classificata corvetta a ruote di II rango. A differenza della gemella Palinuro, ridottasi in cattivo stato e mai impiegata per la nuova Marina, la Miseno, dopo lavori di revisione generale, venne rimessa in servizio. L'armamento venne ridotto (1861) a tre cannoni in ferro da 40 libbre: uno a canna rigata, collocato a prua, e due a canna liscia, situati sul cassero di poppa, mentre l'equipaggio salì a 120 unità. Il 14 giugno 1863 venne declassata corvetta a ruote di III ordine.
Nei nove anni successivi la vecchia unità stazionò a Napoli (nel 1867 l'unità, al comando del luogotenente di vascello Crapolk, era nave ammiraglia del Dipartimento di Napoli) ed in Sicilia, operando saltuariamente come nave da soccorso costiero, trainando navi in pericolo.
Radiata il 13 novembre 1870, l'anziana pirocorvetta venne venduta per demolizione nel 1872, al prezzo di 29.088 lire.